# Antonio Vandini
Antonio Vandini (kolem roku 1690, Bologna – 1778 tamtéž) byl italský violoncellista a hudební skladatel období baroka.

## Život

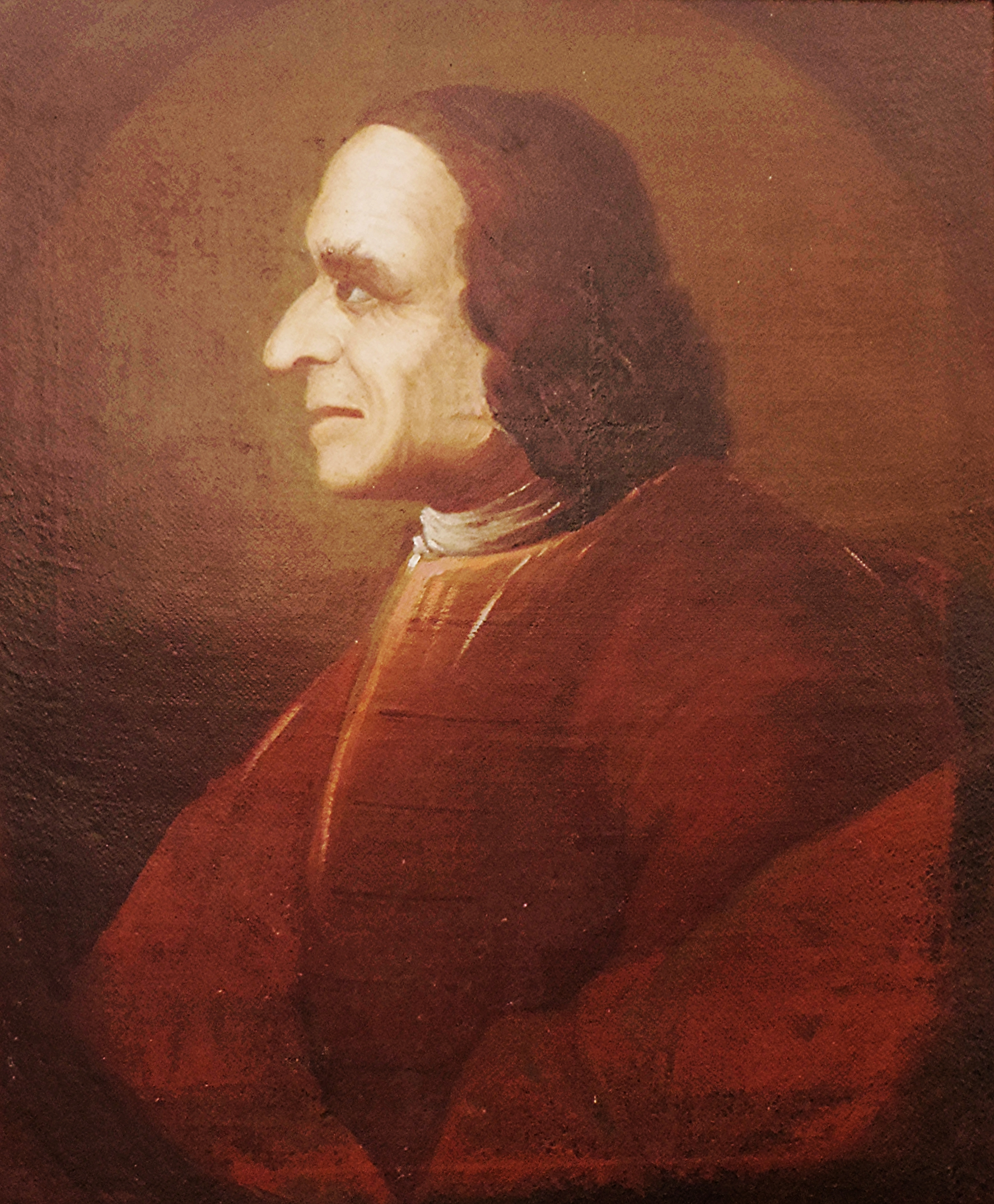
Giuseppe Tartini, Vandiniho dlouholetý přítel i po návratu z Prahy.

První informace o činnosti Antonia Vandiniho jsou v dokumentu z 9. června 1721, kdy byl jmenován prvním violoncellistou v bazilice sv. Antonína v Padově. Dokument rovněž uvádí, že předtím působil na stejné pozici v bazilice Santa Maria Maggiore v Bergamu a od 27. září 1720 do 4. dubna 1721 také jako učitel hry na violoncello v Ospedale della Pietà v Benátkách, stejně jako Antonio Vivaldi. 1. listopadu 1721 nastoupil v orchestru padovské baziliky, kde působil dalších asi 50 let.
V roce následujícím, 18. června 1722, však dočasně rezignoval a odcestoval do Prahy, aby se v hlavním městě Českého království v červnu 1723 zúčastnil hudebních akcí u příležitosti oslav korunovace císaře Karla VI. českým králem. V Praze poté zůstal několik let a společně se slavným houslistou Giuseppem Tartinim vstoupil do služeb hraběte Františka Ferdinanda Kinského.
Na jaře 1726 se rozhodl opustit Prahu a vrátit se do Padovy. Zde od 1. června znovu nastoupil na svou původní pozici. V hudební činnosti pokračoval bez větších přerušení až do roku 1770 a úzce spolupracoval s Tartinim. Díky korespondenci, kterou Tartini vedl s věhlasným Pardem Martinim, jsou známy také některé životopisné údaje o Vandinim. V letech 1728–1748 Vandini a Tartini často hráli společně v Padově na Accademia dei Ricoverati a při slavnostech zbožného shromáždění Santa Cecilia (Pia Aggregazione di Santa Cecilia). Dne 4. října 1750 se Vandini zúčastnil oslav v bazilice sv. Františka v Assisi, kde hrál s houslistou Carlem Tessarinim.
Po smrti své manželky roku 1769 hostil Vandini Tartiniho ve svém domě až do roku 1770, kdy odešel do ústraní a své místo přenechal svému žákovi Giuseppu Calegarimu.
V roce 1776 se Vandini vrátil do rodné Boloni, kde o dva roky později zemřel. 

## Umělecké hodnocení
V několika padovských listech je Vandini zmiňován jako hráč na violu nebo housle, pravděpodobně proto, že držel smyčec pdobně jako hráči na violu. Svědčí o tom hlavně zmínka od anglického historika Charles Burney, který během své cesty do Itálie napsal:
| „                | È notevole che Antonio (Vandini) e tutti gli altri violoncellisti qui tengono l'archetto alla vecchia maniera con la mano sotto di esso. | Je zajímavé, že Antonio (Vandini) a všichni ostatní violoncellisté zde, drží smyčec staromódním způsobem s rukou pod ním. | “ |
| — Charles Burney | | |   |

Burney dále píše, že Italové obdivovali výkony Vandiniho a říkali, že hrál:
| „                | ... a parlare, ossia in suonava in tal modo da far parlare lo strumento... | ...”a parlare”, neboli, hrál tak, jako by nástroj jeho mluvil... | “ |
| — Charles Burney |                                                                            |                                                                  |   |

Vandiniho poznámky k biografii G. Tartiniho byly prvním zdrojem informací o životě Tartiniho. Stejně jako on a mnoho dalších skladatelů a hudebníků, také Vandini udržoval korespondenci s Padrem Martinim, z níž se dochovalo několik dopisů.

## Skladby
Do dneška se dochovalo jen několik Vandiniho skladeb: violoncellový koncert D dur a 6 violoncellových sonát (C dur / 1717, a moll / 2 B dur, C dur a E dur). Tyto skladby byly ovlivněny hudebním stylem jeho přítele Tartiniho.